# ثيودوريك العظيم

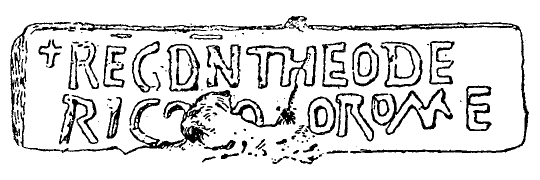
قرميدة بشعار ثيودوريك، وجدت في معبد فيستا بروما

ثيودريك العظيم (454 – 30 أغسطس 526). ملك القوط الشرقيين (471-526) وحاكم إيطاليا (493–526) والوصي على عرش القوط الغربيين (511–526). أصبح بطل أسطورة جرمانية : باسم Þeodric في الأساطير الأنغلوساكسونية، وباسم Dietrich von Bern في الأساطير الألمانية، وباسم Þjóðrekr وÞiðrekr في الميثولوجيا الإسكندنافية.

## الشباب
ولد سنة 454 على ضفاف بحيرة نويزيدلر قرب معسكر كارنونتوم للجيش الروماني وبعد سنة من معركة نيداو التي أنهى بها القوط الشرقيون هيمنة الهون التي استمرت قرابة القرن في وسط وشرق أوروبا. ذهب ابن الملك ثيودمير وإريليفا إلى القسطنطينية صبياً كرهينة لضمان احترام القوط الشرقيين لمعاهدة أبرمها ثيودمير مع الإمبراطور البيزنطي ليو الأول.
عاش في بلاط القسطنطينية لسنوات عديدة، وتعلم الكثير عن الإدارة الرومانية والتكتيك العسكري، الأمر الذي استفاد منه كثيراً عندما أصبح حاكم القوطي لشعب مختلط ولكنه مُرَوْمَن إلى حد كبير. تُعُمِل بشكل مميز من قِبل الأباطرة ليو الأول وزينون، فعُين مدير الجنود (magister militum) سنة 483، وصار قنصلا بعد عام واحد. عاد بعد ذلك ليعيش بين قوط شرقيين لمّا بلغ الحادية والثلاثين من العمر، وصار ملكهم في عام 488.

## الحكم

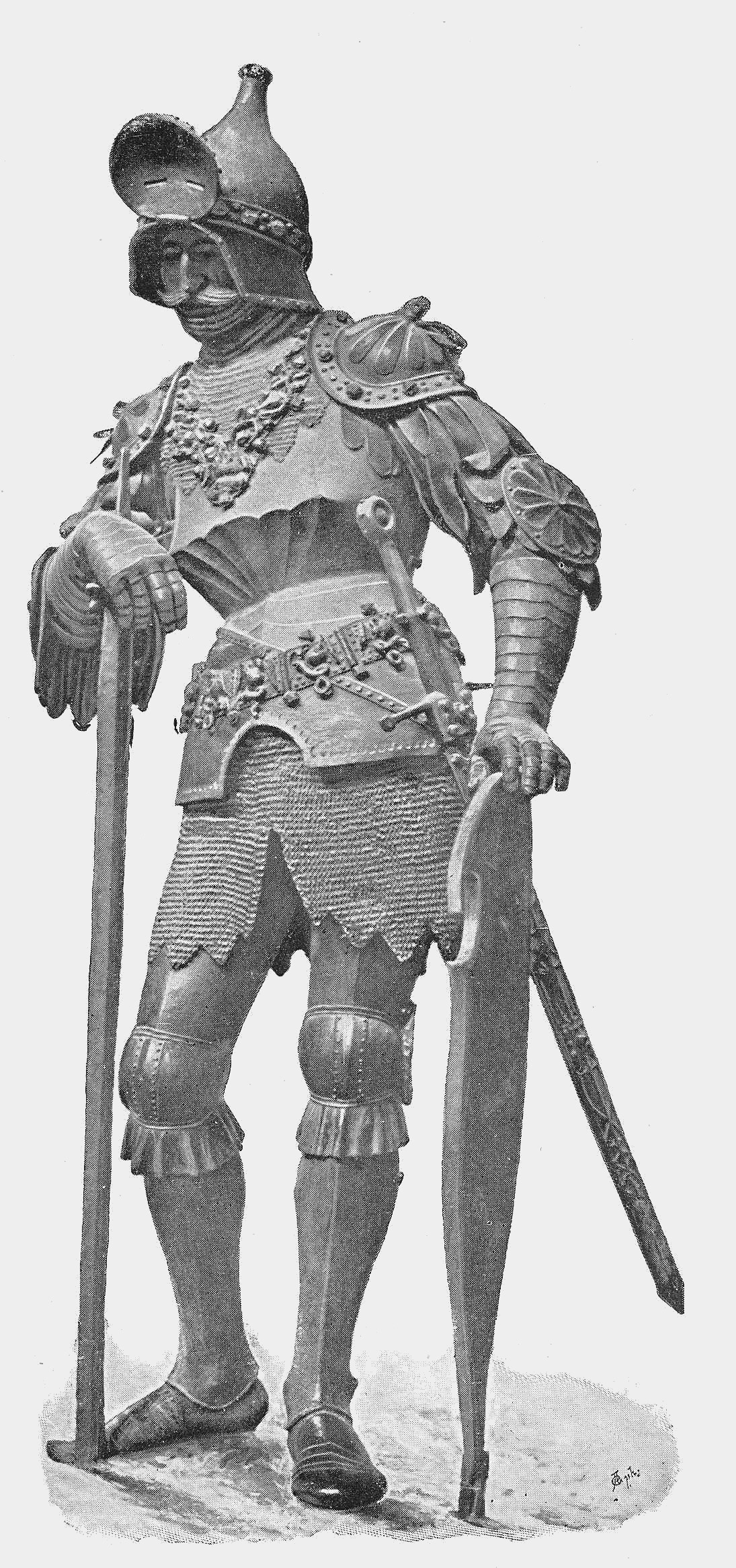
تمثال ثيودوريك العظيم البرونزي، من نصب من الإمبراطور ماكسيمليان في كنيسة الفرنسيسكان في إنسبروك

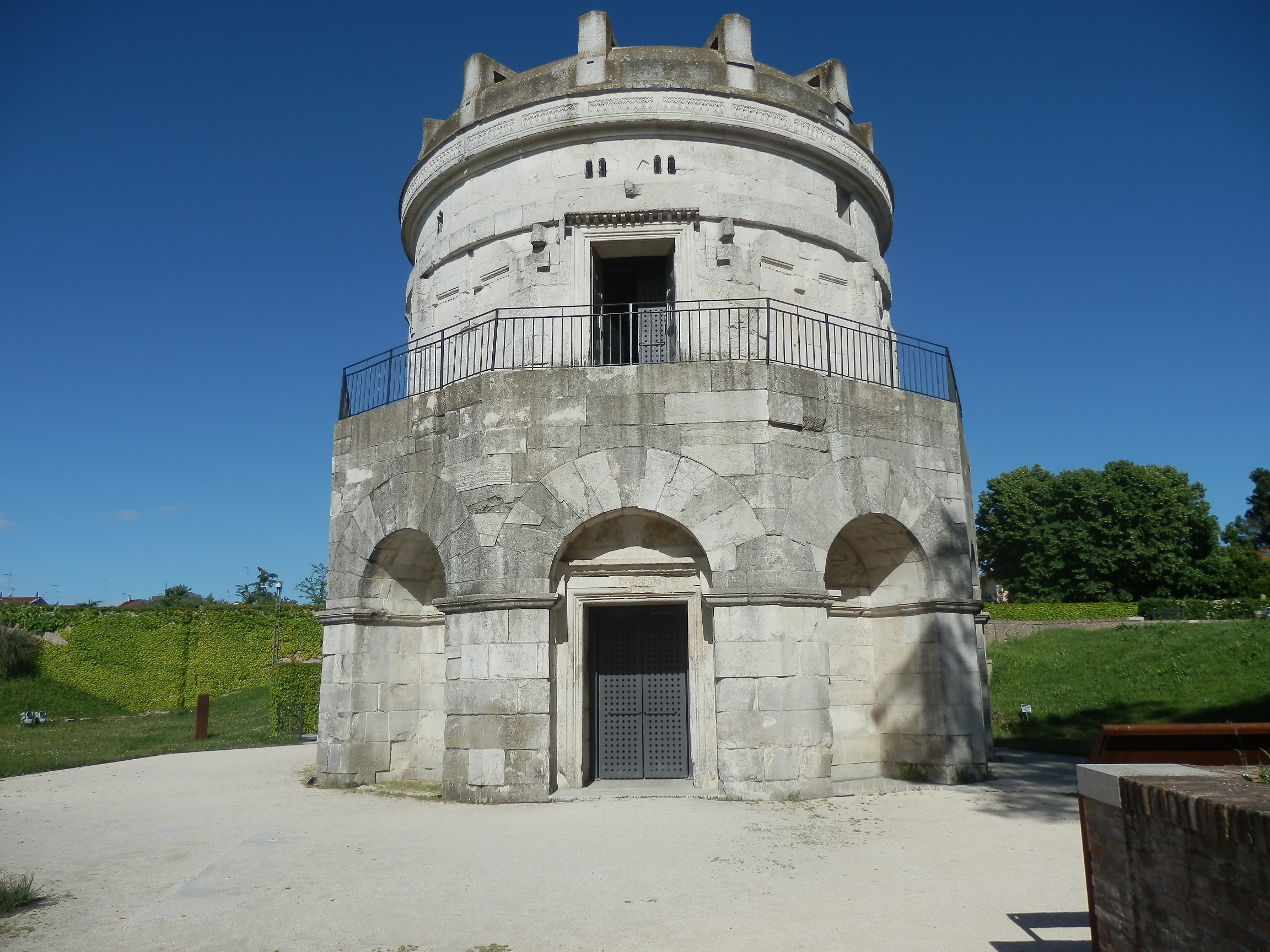
ضريح من ثيودوريك في رافينا

وفي ذلك الوقت، استقر القوط الشرقيون في الأراضي البيزنطية كحلفاء (foederati) للرومان، ولكنهم كانوا قد أصبحوا مُقلِقين والسيطرة عليهم أكثر صعوبة بالنسبة لزينون. ولم يستمر هذا بعد تتويج ثيودوريك ملكاً عليهم، واتفق الرجلان على ترتيب مفيد لكلا الجانبين. احتاج قوط شرقيون مكاناً للعيش، وكان لدى زينون مشاكل خطيرة مع أودواكر ملك إيطاليا الذي أطاح بالإمبراطورية الرومانية الغربية في عام 476. كان أودواكر والي زينون ظاهرياً يهدد الأراضي البيزنطية ولا يحترم حقوق المواطنين الرومان في إيطاليا. وبتشجيع من زينون، غزا ثيودوريك مملكة أودواكر

## حكم إيطاليا
وصل ثيودوريك إيطاليا مع جيشه عام 488، حيث انتصر في معارك أسونزو وفيرونا في عام 489 وفي أدا عام 490. وفي سنة 493 استولى على رافينا. في يوم 2 فبراير سنة 493 وقـّع ثيودوريك وأودواكر معاهدة أكدت حُكم كلا الطرفين على إيطاليا. وأُقيمت وليمة احتفالاً بهذه المعاهدة. وفي هذه في الوليمة قَتل ثيودوريك أودواكر بيديه بعد عمل نخب، وبذلك استولي علي إيطاليا ودلماشيا.
و كما كان أودواكر، كان ثيودوريك ظاهرياً فقط والي للإمبراطور في القسطنطينية. وفي الحقيقة كان قادرا على تجاهل الأشراف الإمبراطوري، وكان التعامل بين الإمبراطور وثيودوريك كأنداد. ولكن خلافا لأودواكر، احترم ثيودوريك اتفاقه وسمح بخضوع المواطنين الرومان داخل مملكته للقوانين الرومانية والنظام القضائي الروماني. في حين يعيش القوطيون تحت قوانينهم وأعرافهم. سنة 519 لمّا أحرقت غوغاء كنيسات رافينا، أمر ثيودوريك المدينة بإعادة بناءها على نفقتها الخاصة.

## تحالفات
سعى ثيودوريك العظيم إمّا لإقامة تحالفات مع أو للهيمنة على الممالك الجرمانية الأخرى في الغرب. فتحالف مع الفرنجة بزواجه من أودوفليدا أخت كلوفيس الأول، وزوّج قريباتِه لملوك وأمراء من القوط الغربيين والوندال والبورغونديين. أوقف غارات الوندال على أراضيه بتهديد مَلِكهم الضعيف ترازاموند بالغزو، وأرسل إليه حرسا من 5000 جندي برفقة أخته أمالفريدا التي زوجها إيّهُ عام 500. لفترة طويلة من حكمه كان ثيودوريك الملك الفعلي للقوط الغربيين وكذلك أصبح الوصي على ملك القوطي الغربي الطفل حفيده أمالريك، في أعقاب هزيمة ألاريك الثاني في معركة فويلي من قبل الفرنجة بقيادة كلوفيس سنة 507. الفرنجة الذين استطاعوا انتزاع السيطرة على أكيتانيا من القوط الغربيين، ولكن ثيودوريك كان قادراً على هزيمتهم.
و بذلك يمكن القول بأن ثيودريك استطاع توحيد ممالك القوط من جديد. وفي سنة 526 مات ثيودريك ودفن في رافينا عاصمة مملكتة في ضريح عظيم لايزال موجود حتي الآن.

## تداعي الدولة بعد ثيودوريك
لم يقو خلفاء ثيودريك على الحفاظ على إنجازات أبيهم، فانقسمت الدولة إلى مما كانت عليه قبل ثيودريك، فانقسمت الي شرقية وغربية، كما دب الخلاف داخل العائلة الحاكمة. شجعت كل هذه العوامل الدولة البيزنطية على القيام بحملة للقضاء علي القوط الشرقيين والاستيلاء على ممتلكاتهم، خصوصاً مع تولي الإمبراطور جستنيان الحكم والذي كان يسعى إلي توحيد الامبراطورية الرومانية ثانية، فجهز حملة إلى إيطاليا سنة 336 بقيادة نارسيس والقائد العظيم بليزاريوس، واستطاعت الاستيلاء على صقلية وميلانو وروما، وفي سنة 540 م استولي الرومان على رافينا عاصمة القوط، وفي سنة 552 م قتل الملك توتيلا، وبمقتله زالت دولة القوط الشرقيين.